# Belarussische Beachhandball-Nationalmannschaft der Männer
Die belarussische Beachhandball-Nationalmannschaft der Männer repräsentiert den belarussischen Handball-Verband als Auswahlmannschaft auf internationaler Ebene bei Länderspielen im Beachhandball gegen Mannschaften anderer nationaler Verbände.
Eine als Unterbau fungierende Nationalmannschaft der Junioren wurde bislang ebenso wenig ins Leben gerufen wie eine Belarussische Beachhandball-Nationalmannschaft der Frauen als weibliches Pendant.

## Geschichte
Belarus war die erste Weltklassemannschaft im noch jungen Beachhandball bei den Männern. Obwohl die Mannschaft sehr kurzfristig zusammengestellt worden war, gewann sie die erste Austragung der Europameisterschaften im Jahr 2000 in Gaeta, in der italienischen Heimat des Sports. Das Turnier, das von den Mannschaften in der Nachfolge der Sowjetunion dominiert wurde – einzig Spanien konnte in den Kreis einbrechen – profitierte wie die Mannschaften aus der Ukraine und Russland von ihrer Athletik. Mit den World Games im Jahr darauf in Akita, Japan, gewann die Mannschaft zudem die erste internationale Meisterschaft auf Weltebene. 2002 konnte sich die Mannschaft in Cádiz, Spanien, noch einmal auf einem dritten Rang platzieren, die drei ostslawischen Länder mussten sich dieses Mal den spanischen Gastgebern geschlagen geben und platzierten sich dahinter.
Nach den Europameisterschaften 2004 im türkischen Alanya, an denen die belarussische Mannschaft nicht teilgenommen hatte, wurde das Regelwerk zum Teil neu geordnet, weil die EM recht chaotisch verlaufen war und viele Dinge noch nicht im Regelwerk verankert waren. Danach war die Spielweise der belarussischen Mannschaft nicht mehr zeitgemäß. 2007 nahm sie noch einmal in Misano Adriatico, Italien, an der EM teil, belegte aber nur den achten Rang bei 12 teilnehmenden Mannschaften. Seitdem startete keine Mannschaft aus Belarus mehr bei internationalen Turnieren.

## Trainer
| Cheftrainer - 2007: Spartak Mironowitsch | Co-Trainer/in - 2007: Barys Papruha/Ihar Papruha |

## Teilnahmen
| World Games - 2001: 1. - 2005: nicht eingeladen - 2009: nicht qualifiziert - 2013: nicht qualifiziert - 2017: nicht qualifiziert - 2022: nicht qualifiziert World Beach Games - 2019: nicht qualifiziert - 2023: nicht qualifiziert | Weltmeisterschaften - 2004: nicht qualifiziert - 2006: nicht qualifiziert - 2008: nicht qualifiziert - 2010: nicht qualifiziert - 2012: nicht qualifiziert - 2014: nicht qualifiziert - 2016: nicht qualifiziert - 2018: nicht qualifiziert - 2020: ausgefallen, nicht qualifiziert - 2022: nicht qualifiziert | Europameisterschaften - 2000: 1. - 2002: 3. - 2004: keine Teilnahme - 2006: keine Teilnahme - 2007: 8. - 2009: keine Teilnahme - 2011: keine Teilnahme - 2013: keine Teilnahme - 2015: keine Teilnahme - 2017: keine Teilnahme - 2019: keine Teilnahme - 2021: keine Teilnahme - 2023: keine Teilnahme | EHF Championship - 2022: keine Teilnahme Europaspiele - 2023: keine Teilnahme Global Tour - 2022: keine Teilnahme |

- EM 2000: Kader derzeit unbekannt

- WG 2001 1: Siarhei Ubozhanka[1]

- EM 2002: Kader derzeit unbekannt

- EM 2007: Dzmitry Chystabayeu • Yauhen Kamarou • Aljaksej Kischou (TW) • Barys Puchouski • Sjarhej Schylowitsch • Yauheni Siamionau • Aljaksandr Zitou • Aliaksei Vasilyeu • Aliaksei Zhuk[2]